# Auguste Benoît
Auguste Benoît (Pont-de-Loup, 7 gennaio 1886 – Charleroi, 23 marzo 1955) è stato un ciclista su strada belga.
Professionista dal 1911 al 1914, fratello maggiore di Adelin Benoît, vinse una sola corsa la Bruxelles-Esneux, ma si mise in luce nelle classiche del Nord.

## Palmarès
- 1911

Bruxelles-Esneux

#### Altri successi
- 1911

Bruxelles - Gembloux - Bruxelles

## Piazzamenti

### Grandi Giri
- Tour de France

1912: ritirato (4ª tappa)
1914: ritirato (4ª tappa)

### Classiche monumento
- Giro delle Fiandre

1913: 8º
1914: 9º
- Parigi-Roubaix

1912: 36º
1913: 9º
1914: 13º
Liegi-Bastogne-Liegi
1911: 4º